# Élections générales de 2017-2018 au Rojava
Vous pouvez aider à l'améliorer ou bien discuter des problèmes sur sa page de discussion.
- Le fond est à vérifier. Si vous venez d’apposer le bandeau, merci d’indiquer ici les points à vérifier. (Marqué depuis juillet 2021)
- Il fait référence à des sources qui ne semblent pas présenter la fiabilité et/ou l'indépendance requises. Vous pouvez aider, soit en recherchant des sources de meilleure qualité pour étayer les informations concernées, soit en attribuant clairement ces informations aux sources qui semblent insuffisantes, ce qui permet de mettre en garde le lecteur sur l'origine de l'information. (Marqué depuis février 2024)

- Archive Wikiwix
- Bing
- Cairn
- DuckDuckGo
- E. Universalis
- Gallica
- Google
- G. Books
- G. News
- G. Scholar
- Persée
- Qwant
- (zh) Baidu
- (ru) Yandex
- (wd) trouver des œuvres sur Wikidata

Vous pouvez aider à l'améliorer ou bien discuter des problèmes sur sa page de discussion.
- Il ne s’appuie pas, ou pas assez, sur des sources secondaires ou tertiaires. (Marqué depuis février 2024)
- La traduction est incomplète. (Marqué depuis juillet 2021)

- Archive Wikiwix
- Bing
- Cairn
- DuckDuckGo
- E. Universalis
- Gallica
- Google
- G. Books
- G. News
- G. Scholar
- Persée
- Qwant
- (zh) Baidu
- (ru) Yandex
- (wd) trouver des œuvres sur Wikidata

Les élections générales au Rojava de 2017 sont organisées les 22 septembre pour les communes et 1er décembre 2017 pour les régions et le 18 juillet 2018 pour le Conseil démocratique syrien.
Dans ces élections sont élus les conseils locaux de la région de Jazira, de la région de l'Euphrate et de la Région d'Afrine ont été élus ainsi que pour les cantons, zones et districts subordonnés des régions du Rojava et les parlements communaux et le Conseil démocratique syrien. 

## Préparation
L'élection a été principalement organisée par la Haute Commission électorale de la Fédération démocratique du nord de la Syrie.
Plus de 30 partis et entités avec plus de 5 600 candidats se sont affrontés pour des postes dans les conseils locaux des trois régions de la FDNS ainsi que pour les cantons, les zones et les districts subordonnés de la région. Il y avait 3 048 candidats dans la région de Jazira (dont 102 rejetés par la Commission électorale), 1 170 candidats dans la région de l'Euphrate (avec quatre candidats rejetés) et 1502 candidats dans la région d'Afrine (avec 48 candidats rejetés). Le Conseil national kurde (KNC) boycotta les élections. La coprésidente du FDNS, Hediya Yousef, a qualifié le boycott d'« irresponsable ».
Le gouvernement régional du Kurdistan (KRG) a envoyé 13 observateurs pour les élections, dont des politiciens du Parti démocratique du Kurdistan. Cela a été considéré par les observateurs comme une indication d’une amélioration des relations précédemment médiocres entre le FDNS et le KRG.

## Système de vote
Selon la Constitution du Rojava 60 % des députés sont élus par les citoyens et 40 % sont élus par des organisations civiles et ethniques.
Les 60 % d'élus communaux, cantonaux, fédéraux élus par les citoyens sont élus par un scrutin à la proportionnelle.

## Partis et alliances
Il y avait deux listes électorales principales en compétition dans l'élection, la Liste des nations démocratiques, qui se compose de 18 partis, et l'Alliance nationale kurde en Syrie, qui se compose de quatre. En plus de ces deux alliances électorales, l'Alliance nationale démocratique syrienne s'est également présentée. Il y avait aussi une liste distincte de candidats indépendants.
La Liste des nations démocratiques comprend le Parti de l'union démocratique (PYD), le Parti de la modernité et de la démocratie de Syrie (PNDS), la Coalition nationale arabe, le Parti démocratique du Kurdistan – Syrie, le Parti vert du Kurdistan (Parti du Kurdistan Al-Khader), l'Union libérale du Kurdistan, le Parti de l'union syriaque, le Parti de gauche kurde en Syrie (PCKS), le Parti du changement démocratique du Kurdistan (PPDK), etc..
L'Alliance nationale kurde en Syrie comprend le Parti de l'unité démocratique kurde en Syrie (Democratic Yekîtî - PYDKS), le Parti de gauche démocratique kurde en Syrie (PCDKS), le Parti démocratique kurde en Syrie (al-Parti - PKDS) et l’Accord démocratique kurde syrien (Rêkeftin - parti al-Wefaq). Le Mouvement réformateur syrien (TCKS) était à l’origine un cinquième membre de l’alliance qui s’est séparée du parti du Conseil national kurde du même nom.

## Résultats

### Région de Jazira
Il y a 2 902 sièges municipaux et 101 sièges régionaux.

### Région de l'Euphrate
Il y a 954 sièges municipaux et 43 sièges régionaux.

### Région d'Afrine
Il y a 1 176 sièges municipaux et 42 sièges régionaux.

### Résultats au niveau fédéral
Il y a 43 députés.
- Baas (1)
- PGKS (1)
- PYD (3)
- CNS (1)
- SUP (3)
- CTK (1)
- CTA-CNA (2)
- SDS (1)
- Yazidis (1)
- PADKS-PTD- PYLK  (3)
- Bureau des femmes arabes (1)
- Al Wifaq-Al Islah (2)
- TWDS (4)
- QMH (3)
- CDR (2)
- PMDS(1)
- PUD (1)
- Assyriens (1)
- Initiative populaire (1)
- PDK-S  (1)
- Indépendants et N/A  (9)

## Liste des députés
| Nom                       | Parti | Parti                                                   | Alliance | Alliance | Canton | Notes                                                        |
| ------------------------- | ----- | ------------------------------------------------------- | -------- | -------- | ------ | ------------------------------------------------------------ |
| Salih El-Nebwanî          |       | Law–Citizenship–Rights Movement (QMH)                   |          |          | ?      |                                                              |
| Haytham Manna             |       | Law–Citizenship–Rights Movement (QMH)                   |          |          | ?      | Heysem Menaa (Kurdish Transcription)                         |
| Majid Hebu                |       | Law–Citizenship–Rights Movement (QMH)                   |          |          | ?      | Macid Hebo, European Representative of Wheat Wave Movement   |
| Betar El-Şerih            |       | Honor and Rights Convention (CDR)                       |          |          | ?      |                                                              |
| Meram Dawûd               |       | Honor and Rights Convention (CDR)                       |          |          | ?      |                                                              |
| Ziyad El-Asî              |       | Syrian Democratic Society                               |          | TAA      | ?      | Affiliated to Ahmed Al-Jarba                                 |
| Kerîm El-Dîn Fadil Fetûm  |       | Democratic Socialist Arab Ba'ath Party                  |          |          | ?      |                                                              |
| Ebilqadir El-Miwehed      |       | Syrian Democratic Modernity Party                       |          | LND      | ?      | Led by Fîras Qesas                                           |
| Parêzer Elaaddin El-Xalid |       | Syrian National Democratic Alliance                     |          |          | ?      |                                                              |
| Ehmed Ehrec               |       | Syrian National Democratic Alliance                     |          |          | ?      |                                                              |
| Fîdan Berîm               |       | Syrian National Democratic Alliance                     |          |          | ?      | Rewan Mihemed                                                |
| Ceyhan Khaddro            |       | Syrian National Democratic Alliance                     |          |          | Shahba | Dayr Hafir Representative                                    |
| Îşûh Gewriyê              |       | Syriac Union Party (SUP)                                |          | LND      | Jazira |                                                              |
| Şemîran Şemûn             |       | Syriac Union Party (SUP)                                |          | LND      | Jazira |                                                              |
| Lawyer Macid Behî         |       | Syriac Union Party (SUP)                                |          | LND      | Jazira |                                                              |
| Mihmedê Mûsê              |       | Left Party of Syrian Kurds                              |          | LND      | ?      |                                                              |
| Rojîn Remo                |       | Yekîtiya Star                                           |          | LND      |        | Women's Representative, also in Democratic Union Party (PYD) |
| Alî Hoco                  |       | N/A                                                     |          | N/A      | Shahba | Jarablus Representative                                      |
| Sîhanok Dîbo              |       | Democratic Union Party (PYD)                            |          | LND      | Jazira |                                                              |
| Hikmet Hebîb              |       | Arab National Coalition                                 |          | LND      | ?      |                                                              |
| Mistefa Meşayix           |       | Democratic Unity Party of Kurdistan (Democratic Yekîtî) |          | HNKS     | ?      |                                                              |
| Wail Mîrza                |       | Assyrian Democratic Party                               |          | LND      | Jazira |                                                              |
| Telal Mihemed             |       | Syrian Kurds' Democratic Peace Party (PADKS)            |          | LND      | ?      |                                                              |
| Mizgîn Zêdan              |       | Democratic Transformation Party                         |          | LND      | ?      |                                                              |
| Ferhad Têlo               |       | Kurdistan Liberal Union Party (PYLK)                    |          | LND      | ?      |                                                              |
| Xensa Hemûd               |       | Bureau of Arab Women                                    |          |          | ?      |                                                              |
| Newal El-Mezîd            |       | Independant                                             |          |          | ?      |                                                              |
| Ebdilrezaq Mihemed El-Taî |       | Democratic Council of Arab Tribes                       |          |          | Jazira |                                                              |
| Îlham Ehmed               |       | Democratic Union Party (PYD)                            |          | LND      | ?      | Yekîtiya Star                                                |
| Cîhad Mihemed Omer        |       | Independant (TEV-DEM)                                   |          | LND      | ?      |                                                              |
| Emar Helûş El-Salêm       |       | Indépendant                                             |          |          | ?      |                                                              |
| Fewzî Şengalî             |       | Kurdish Democratic Accord Party (al Wifaq)              |          | HNKS     | ?      |                                                              |
| Emcet Osman               |       | Syrian Reform Movement (Al-Îslah)                       |          | HNKS     | ?      |                                                              |
| Îbrahîm El-Hesen          |       | N/A                                                     |          | N/A      | Kobanî | Tell Abyad Turkmen Representative                            |
| Bêrîvan Ehmed             |       | N/A                                                     |          | N/A      | N/A    | Youth Representative                                         |
| Faris Eto Şemo            |       | Yazidi House                                            |          |          | Jazira | Mala Êzîdiyan                                                |
| Fehed Daqûrî              |       | Council of Kurdish Tribes                               |          |          | Kobanî |                                                              |
| Cîhan Xedro               |       | Independant                                             |          |          | Shahba |                                                              |
| Cemal Şêx Baqî            |       | Syrian Kurdish Democratic Party (PDK-S)                 |          | ENKS     | ?      | Jamal Sheik Baqi                                             |
| Nasir El-Nasir            |       | Independant                                             |          |          | ?      |                                                              |
| Bassam Said Ishak         |       | Syriac National Council                                 |          | LND      | ?      | Syriac European diaspora Representative                      |
| Hisnî Xemîs               |       | Independant                                             |          |          | ?      |                                                              |
| Cebel El-Ereb             |       | Patriotic Initiative                                    |          | HNKS     | ?      |                                                              |

## Réactions
De la Coalition nationale pour les forces révolutionnaires et d'opposition syriennes, Fawwaz al-Mufflih, un responsable de la branche hasakah de la révolution syrienne et des forces d'opposition, a qualifié les élections de « farce » qui « disparaitra après la chute du régime ». Il a également affirmé que la plupart des Arabes du Rojava s'opposaient aux élections.